# Irt
Irt je priimek v Sloveniji, ki ga je po podatkih Statističnega urada Republike Slovenije na dan 1. januarja 2010 uporabljalo 77 oseb.

## Pomembni nosilci priimka
- Matevž Irt (*1988), motokrosist
- Jernej Irt (*1990), motokrosist